# Д’Обинье, Теодор Агриппа
Те́одор Агри́ппа д’Обинье́ (фр. Théodore Agrippa d'Aubigné; 8 февраля 1552 — 9 мая 1630) — французский поэт, писатель и историк времён Позднего Возрождения. Был стойким приверженцем кальвинизма, приближённым Генриха де Бурбона. Его основные произведения — стихотворный сборник «Весна» (издан посмертно), «Трагические поэмы», роман «Приключения барона де Фенеста» (1617—1630), исторический трактат «Всеобщая история» (1616 или 1618—1630), мемуары «Жизнь, рассказанная его детям» (1629). Некоторые исследователи сравнивают масштаб Агриппы д’Обинье-поэта с вкладом в поэзию Шекспира и Мильтона.
Возлюбленная Людовика XIV госпожа де Ментенон приходилась д’Обинье внучкой.

## Биография
Сын юриста Жана д’Обинье, сеньора де Бри. «Мать его умерла в родах, он был воспитан кальвинистом-отцом в духе строгого служения вере». Учился в Париже у гуманиста Матьё Бероальда (фр.). В 1562 году, когда гугеноты были изгнаны из города, вместе со своим наставником бежал в занятый реформатами Орлеан. В 1565 году учился в протестантском коллеже в Женеве у Теодора де Беза. В 1568 году тайком покинул Бероальда, изготовив верёвку из простыней, и примкнул к войску гугенотов.
Поступил на службу к Генриху Наваррскому. Ушёл из Парижа за три дня до начала Варфоломеевской ночи. Вернулся ко двору в 1573 году, назначен королевским конюшим. Участвовал во многих сражениях, в том числе при Жарнаке и Монконтуре в 1569 году, при Кутра в 1587 году и при Иври в 1590 году. Воевал в общей сложности 30 лет; когда Генрих стал королём Франции, Агриппа д’Обинье взял в руки перо и ещё 30 лет писал, оставив мемуары и художественную поэму о своём времени.
Вступление Генриха на престол Франции потребовало его обращения в Римско-католическую церковь, и д’Обинье оставил службу, чтобы ухаживать за собственными поместьями в Пуату, хотя более умеренные гугеноты приветствовали указ короля Генриха о религиозной терпимости, Нантский эдикт. Однако д’Обинье никогда полностью не терял благосклонности короля, который сделал его губернатором. Д’Обинье оставался бескомпромиссным защитником интересов гугенотов. Первые два тома произведения, которым он наиболее известен, Histoire universelle depuis 1550 jusqu'à l’an 1601, вышли в 1616 и 1618 годах соответственно.
Когда Мария Медичи стала регентом после убийства короля Генриха в 1610 году, она приняла Контрреформацию. Третий том был опубликован в 1619 году, но, будучи ещё более свободным и личным в своих нападках на монархию, чем предыдущие, книга была запрещена и было приказано её сжечь.
Д' Обинье был объявлен вне закона в 1620 году и бежал в Женеву, где он прожил до конца своей жизни, хотя королева-мать приняла меры, чтобы смертный приговор был записан против него более одного раза за государственную измену. Обинье посвятил период своего изгнания изучению и наблюдению за укреплениями Берна и Базеля, которые были спроектированы для обороны Женевской Республики от нападения Франции.
Во время осады Ла-Рошели в 1627—1628 годах старший сын и наследник поэта Констант д’Обинье сообщил кардиналу Ришельё о планах английского короля Карла I и герцога Бекингема отправить английский флот на помощь гугенотам. В результате отец отрёкся от него и лишил его наследства.

## Творчество
Литературное творчество Агриппы д’Обинье обширно и разнообразно; как писал в 2001 году исследователь Г. Шренк, «полный список его сочинений ещё только предстоит составить».

### «Весна»
Книга «Весна» (Le Printemps) включает в себя подборку стансов, од и сонетов: последние объединены в цикл «Гекатомба Диане» (L’Hécatombe à Diane, опубликован в 1874 году), работа над которым началась ещё в 1571 году и продолжалась вплоть до 1620-х годов.
«Гекатомба Диане» включает сто сонетов, выдержанных в духе петраркизма и посвященных возлюбленной поэта в 1571—1573 годах Диане Сальвиати, племяннице Кассандры — возлюбленной Пьера Ронсара. Подражая в структурном отношении «Книге песен», воссоздавая портрет возлюбленной в соответствии с каноном Петрарки, Д’Обинье по существу устраняет подробно артикулированную итальянским поэтом философию любви и всецело сосредотачивается на двойственности чувства, «будучи раздираем между любовью и страданием». Трагический пафос «Весны», где Петрарка оказывается в значительной мере скорректирован кровавой поэтикой в духе Сенеки и библейской образностью, заметно отличает книгу от других памятников французского петраркизма.

Как считал Юрий Виппер, сонеты и особенно стансы Агриппы д’Обинье по своей интонации отличаются от аналогичных сочинений поэтов Плеяды и скорее перекликаются с творчеством Дю Бартаса: 

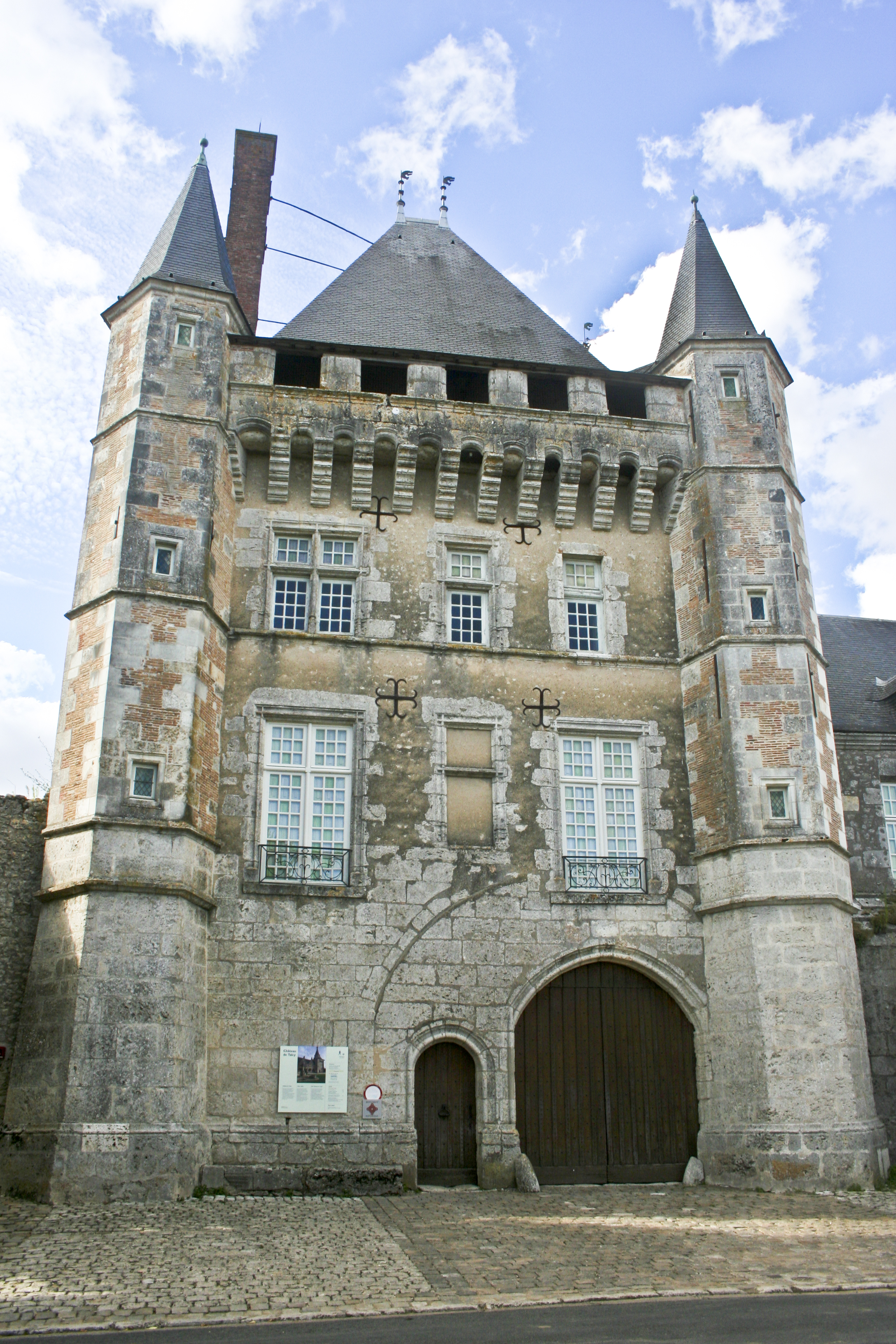
Замок Тальси в долине Луары, где в годы гражданской войны укрывался Агриппа Д’Обинье; здесь он познакомился с Дианой Сальвиати.

В отличие от присущего Плеяде тяготения к гармонии и соразмерности, здесь, наоборот, все преисполнено дисгармонии и чувства безмерности. Большинство стансов пронизано яростным, доходящим до степени пароксизма отчаянием. Отчаяние Агриппы принимает космический характер: оно перерастает в ощущение разлада с миром, окрашивает все восприятие поэтом действительности, побуждает его упиваться картинами гибели, упадка, тления, то и дело преображается в фантастические видения. Вторая своеобразная особенность стансов — это невиданный ранее динамизм в передаче чувств и их движения. Эмоции Агриппы изливаются в виде потока, порождая необычайную, спонтанную и мощную стремительность ритма.
Мила иному смерть нежданная в бою,

От пули, от меча, кинжала иль картечи,

Кончина славная среди кровавой сечи,

Где та ж судьба грозит оставшимся в строю.

Мила другому смерть в постели, не таю,

И суетня врачей, потом — над гробом речи,

И вопли плакальщиц, и факелы, и свечи,

И склеп на кладбище, и уголок в раю...

Но не прельстит меня нимало смерть солдата:

Ведь в наши времена его ничтожна плата.

В кровати смерть скучна, она — удел ханжей.

Хочу я умереть в объятиях Дианы,

Чтоб в сердце у неё, от горя бездыханной,

Воспоминания воздвигли мавзолей.

### «Трагические поэмы»
Наиболее известным сочинением Агриппы д’Обинье являются «Трагические поэмы» («Les Tragiques», опубликованы под псевдонимом-криптонимом L.B.D.D. в 1616 году; книга снискала успех и была переиздана в 1630 году). Вероятная дата начала работы над книгой — 1577 год. «Трагические поэмы» состоят из 9302 стихов, разделённых на семь частей (книг). В книгах I—III описываются невзгоды гражданской войны во Франции и содержатся отталкивающие портреты Генриха III и Екатерины Медичи. Начиная с книги IV масштаб происходящего приобретает космический характер; поэт описывает деяния Святых, затем возвращается к военным достижениям протестантов, но уже как бы осененных Божественным началом. Последние две книги носят дидактический характер; поэму венчает явление Иисуса-Мстителя и Страшный Суд.

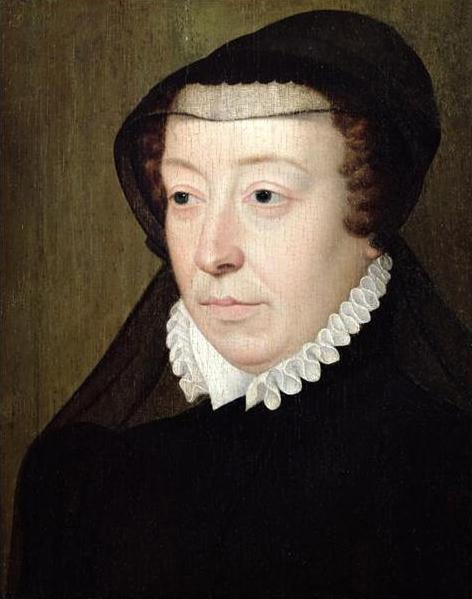
Портрет Екатерины Медичи. После 1559 года

Трагический пафос поэмы, художественный стиль, отмеченный чертами барокко, гражданская позиция автора, не скрывающего «пристрастности», свидетельствуют о вершине и закате гуманистической литературы эпохи Возрождения. Агриппа д’Обинье опирается на жанр героической поэмы, признанный поэтами Плеяды, включая Ронсара, но придаёт ему особую мировоззренческую напряжённость и патетику. Среди источников поэта — «Гимны» и «Рассуждения» Ронсара, Лукан, Овидий, Ювенал, Платон, Тассо, сочинения Отцов Церкви.
Д’Обинье, стремясь запечатлеть в сознании читателя страшную картину страны, охваченной чумой и голодом, казнями и кровью, нагнетает трагические и конвульсивные образы: Франция — страдающая мать, чью грудь раздирают её сыновья; Франция, уподобленная гиганту, потерявшему свою прежнюю силу, чьи ноги, больные сухоткой, уже не могут держать могучее тело; смерть, собирающая свою страшную жатву; реки со вздувающейся кровавой пеной и т. д.

### Проза

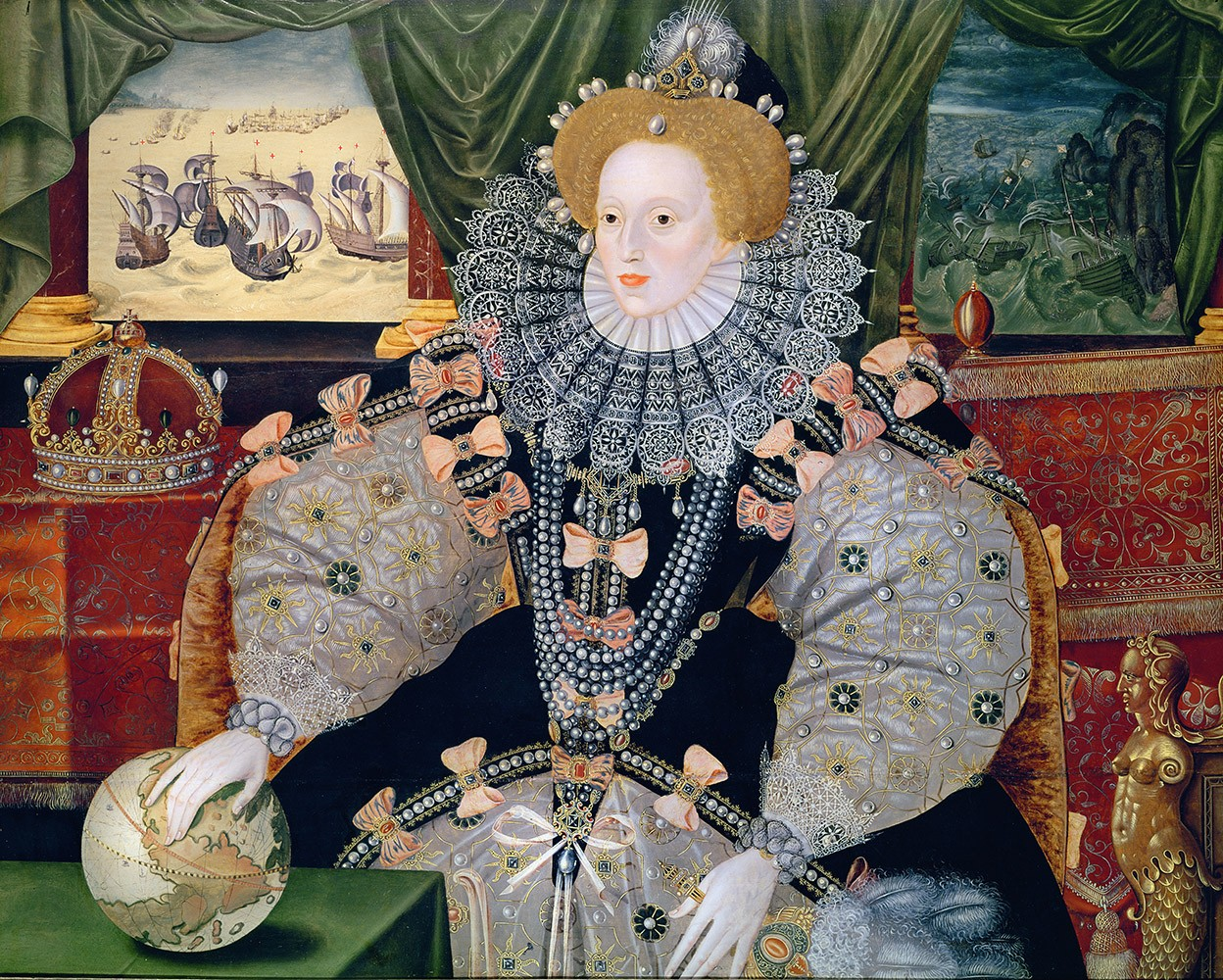
Портрет Елизаветы I. Ок. 1588 года. Воссоздавая во «Всеобщей истории» конфликт между королевой Англии и Марией Стюарт, Агриппа Д’Обинье обнаруживает свою тенденциозность; его симпатии на стороне Елизаветы.

Агриппе д’Обинье принадлежит также своеобразно трактующая традицию плутовского романа и вместе с тем предвосхищающая распространённый в XVII веке жанр «комического романа» книга «Приключения барона де Фенеста» (Les Aventures du baron de Faeneste, первые две книги вышли в 1617 году, третья — в 1619, четвёртая — в 1630). По словам А. Д. Михайлова, «это, бесспорно, произведение итоговое. Здесь взгляд автора на мир, его жизненная и попросту житейская философия выражены с наибольшей прямотой, но выражены не агрессивно или хотя бы наступательно, а в известной мере примиренно с действительностью». Кроме того, Д’Обинье является автором незавершённого монументального трактата «Всеобщая история» (Histoire universelle, первый том вышел в 1618 году), охватывающего события французской и (в меньшей степени) европейской истории второй половины XVI века.
Преимущественное внимание здесь уделено деятельности протестантов и роли самого автора в происходивших событиях; Агриппа Д’Обинье затрагивает также политику Рима, Испании, Англии, Турции и России. Д’Обинье написал также несколько циркулировавших в рукописях религиозно-политических памфлетов, в том числе «Католическое вероисповедание сьёра де Санси» (La Confession catholique du sieur de Sancy, 1597, опубликован в 1660), где едко высмеивается перешедший в католицизм видный политический деятель и дипломат Никола де Арлэ, сьёр де Санси (фр.).
Впервые опубликованная в 1729 году и представляющая собой своего рода дополнение к «Всеобщей истории» автобиографическая книга «Жизнь, рассказанная его детям» (Sa Vie a ses enfants, 1617—1630) содержит ценный материал по истории гражданских войн во Франции.